# FinCEN
FinCEN (acrònim de Financial Crimes Enforcement Network, en català: Control de delictes financers) és una oficina del Departament del Tresor dels Estats Units que recopila i analitza informació sobre transaccions financeres per combatre el rentat de diners, el finançament del terrorisme i altres delictes financers nacionals i internacionals.

## Missió
El director de FinCEN va expressar la seva missió al novembre de 2013 com «salvaguardar el sistema financer de l'ús il·lícit, combatre el rentat de diners i promoure la seguretat nacional». FinCEN actua com la Unitat d'Intel·ligència Financera (UIF) de EE.UU. I és una de les 147 UIF que formen el Grup Egmont d'Unitats d'Intel·ligència Financera. El lema autodescrito de FinCEN és «seguir els diners». El lloc web diu: «El motiu principal dels delinqüents és el guany financer, i deixen rastres financers quan intenten rentar el producte dels delictes o intenten gastar els seus guanys mal hagudes». És una xarxa que reuneix a persones i informació, coordinant l'intercanvi d'informació amb les agències d'aplicació de la llei, reguladors i altres socis de la indústria financera.

## Història
La FinCEN va ser establerta per ordre del Secretari d'Hisenda el 25 d'abril de 1990. Al maig de 1994, la seva missió es va ampliar per a incloure responsabilitats reguladores, i a l'octubre de 1994, la unitat precursora del Departament del Tresor de la FinCEN, l'Oficina d'Execució Financera, es va fusionar amb FinCEN. El 26 de setembre de 2002, després de l'aprovació del Títol III de la Llei Patriota, l'Ordre del Tresor 180-01 la va convertir en una oficina oficial del Departament d'Hisenda. Al setembre de 2012, la tecnologia d'informació de FinCEN anomenada FinCEN Portal and Query System va migrar amb 11 anys de dades a FinCEN Query, un motor de cerca similar a Google. És una «finestreta única» accessible a través del portal FinCEN, el qual permet cerques àmplies en més camps que abans i llança múltiples resultats. Des de setembre de 2012, FinCEN genera 4 nous informes: Informe d'activitats sospitoses (FinCEN SAR),un informe de transaccions de divises (FinCEN CTR), la designació de persona exempta (DOEP) i d'empresa registrada de serveis monetaris (RMSB).

## Organització

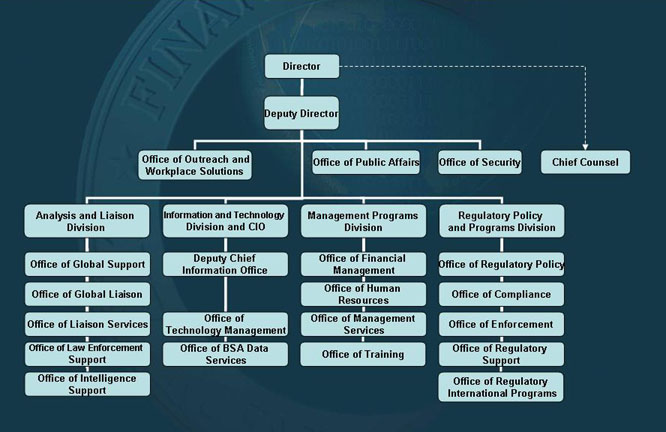
Organigrama de la FinCEN

Al novembre de 2013, FinCEN emprava aproximadament a 340 persones, en la seva majoria professionals d'intel·ligència amb experiència en la indústria financera, finances il·lícites, intel·ligència financera, règim regulador ALD/CFT (blanqueig de diners/finançament del terrorisme), tecnologia informàtica i aplicació de la llei. La majoria del personal de FinCEN és personal permanent, amb aproximadament 20 funcionaris d'altres agències federals assignats, de 13 agències reguladores i policials diferents. FinCEN comparteix informació amb dotzenes d'agències d'intel·ligència, inclosa Bureau of Alcohol, Tobacco, Firearms and Explosives; Drug Enforcement Administration; Federal Bureau of Investigation; el Servei Secret dels Estats Units; el Internal Revenue Service; el Servei de Control d'Immigració i Duanes; i el U.S. Postal Inspection Service.

## Informes
L'Informe sobre operacions en moneda estrangera (CTR) conté informació sobre operacions en efectiu que superen els 10.000 dòlars americans en un mateix dia laborable, independentment de si es tracta d’una sola transacció o de diverses operacions en efectiu. Aquest informe es presenta en format electrònic al Servei de Lluita contra els Delictes Financers (FinCEN) i s’identifica com a Formulari FinCEN 112 (abans Formulari 104).
Els CTR inclouen el número del compte bancari, el nom, l’adreça i el número de la Seguretat Social de la persona. Els informes SAR, que es requereixen quan les transaccions indiquen un comportament destinat a evitar l’obligació d’informe CTR (o molts altres tipus d’activitat sospitosa), inclouen informació més detallada i normalment incorporen accions d’investigació per part de l’entitat financera per avaluar la validesa o la naturalesa de les transaccions. L’Informe de Suspició d’Activitat (SAR) ha d’informar sobre qualsevol transacció en efectiu quan el client aparentment intenta eludir els requisits de notificació de la BSA, no omplint un CTR o un registre de valors en efectiu (MIL), per exemple. També s’ha de presentar un SAR si les accions del client indiquen que està rentant diners o incomplint d’una altra manera les lleis penals federals i cometent frau amb transferències bancàries, frau amb xecs o desaparicions misterioses. Aquests informes es presenten a FinCEN i s’identifiquen com a formulari del Departament del Tresor 90-22.47 i formulari OCC 8010-9, 8010-1.
Els ciutadans nord-americans estan obligats a revelar informació sobre comptes financers a l’estranger quan la quantitat supera els 10.000 dòlars americans (31 USC §5314), i les sancions per incompliment es detallen al 31 USC §5321. Els ciutadans han de presentar anualment abans del 15 d’octubre al Tresor dels EUA un Informe sobre Comptes Bancaris a l’Estranger (FBAR). Aquest s’identifica com a Formulari FinCEN 114 (abans Formulari del Tresor 90-22.1). A més, han d’informar sobre ingressos en forma d’interessos o dividends dels comptes a l’Annex B del Formulari 1040 i, si es supera un llindar més alt, també han d’informar sobre importos i interessos al Formulari 8938. Els defensors del FBAR afirmen que això ajuda els Estats Units a contenir els delictes financers i a fomentar la denúncia dels delictes financers, mentre que els crítics sostenen que el FBAR consumeix temps i diners, “entorpeix perversament el compliment” sense centrar-se en “l’activitat delictiva probable”.